# Alaçatı
Alaçatı ist ein Ortsteil der Gemeinde und des Distrikts Çeşme in der Provinz İzmir in der Türkei. Die Einwohnerzahl lag im Jahr 2023 bei 10.441. Vor einer Reform im Jahr 2013 war Alaçatı eine Kleinstadt (belde). Der Ort liegt an der Westküste der Türkei und ist ein beliebter Ort für einheimische und ausländische Touristen. Alaçati ist für seine griechische Altstadt mit Steinhäusern, engen Straßen, Boutique-Hotels und Restaurants bekannt. In der Nähe der Ortschaft befindet sich ein Jachthafen, und das anliegende Küstengebiet gilt als einer der führenden Windsurfspots weltweit.

## Geschichte
Alaçatı befindet sich in unmittelbarer Umgebung der antiken griechischen Stadt Erythrai. Die Region kam im 14. Jahrhundert unter die Kontrolle des Osmanischen Reiches. Ursprünglich wurde Alaçatı Mitte des 17. Jahrhunderts von Griechen als mehrheitlich christliches Dorf besiedelt. Es lebten nur wenige Muslime hier. Die Bewohner betrieben in der Umgebung Wein- und Olivenanbau und der Ort war ein wichtiges landwirtschaftliches Zentrum. Nach der Niederlage der Osmanen in den Balkankriegen kamen osmanische Muslime vom Balkan an die Westküste Anatoliens. Um sie unterzubringen, führten die Osmanen ein Programm zur Vertreibung und Zwangsumsiedlung von Griechen aus der Ägäisregion und Ostthrakien durch, deren Anwesenheit in diesen Gebieten als Bedrohung angesehen wurde. Ein Teil der griechischen Bevölkerung kehrte 1919 während der griechischen Verwaltung von Smyrna (1919–1922) zurück, als die griechische Armee die Region Izmir besetzte. Nach der Niederlage Griechenlands im Griechisch-Türkischen Krieg kam es jedoch erneut zu Vertreibungen. Mit dem Bevölkerungsaustausch zwischen Griechenland und der Türkei wurde der entvölkerte Ort mit aus Griechenland zugewanderten Muslimen neu besiedelt.
Im 21. Jahrhundert lebt das beschauliche Dorf vorwiegend vom Tourismus und ist auch bei der Mittelschicht der Millionenstadt Izmir als Erholungsort beliebt, wobei es von den Stränden und der attraktiven Altstadt profitiert. 2010 wurde Alaçatı von der New York Times auf Platz 8 der Top-Reiseziele für 2010 gewählt.

## Architektur
Alaçatı Altstadt verfügt über Steinhäuser mit bunten Fenstern und enge Straßen mit Bürgersteigen. Im Zentrum von Alaçatı gibt es Häuser aus der osmanischen Zeit; die Häuser, die den osmanischen Griechen gehörten, zeichnen sich dadurch aus, dass sie einen zusätzlichen geschlossenen Balkonbereich haben, ein Alkovenfenster oder auf Türkisch cumba. Typischerweise sind die geschlossenen cumba-Balkone lila oder hellblau gestrichen. Die Stadt wurde 2005 unter Denkmalschutz gestellt und die meisten Gebäude sind restauriert worden. Die neu errichteten Häuser orientieren sich an den früheren architektonischen Prinzipien der osmanischen Häuser von Alaçatı.

## Sehenswürdigkeiten
Zu den Sehenswürdigkeiten von Alaçatı gehören:
- Altstadt von Alacati, unter Denkmalschutz
- Moschee Alaçati Pazaryeri Camii, bis 1923 eine Kirche
- Samstagsbazaar
- Buchten und Klippen in der Umgebung
- Strände in der Umgebung

## Windsurfing
Alaçatı wird von zahlreichen Windsurfmagazinen als der beste Spot für Anfänger zum Erlernen des Windsurfens bezeichnet, da die Bucht so flach ist, dass sie für Anfänger geeignet ist. Die Bucht von Alaçatı ist als eine der führenden Windsurfbuchten der Welt bekannt und bietet das ganze Jahr über kontinuierlichen und gleichmäßigen Wind. Alaçatı bietet auch gute Wellen für Freestyle-Windsurfer, wenn der Wind aus dem Süden weht. Alaçatı hat sich in jüngster Zeit einen Namen als Austragungsort internationaler Windsurfmeisterschaften und -turniere wie des Windsurf World Cup machen können.

## Galerie

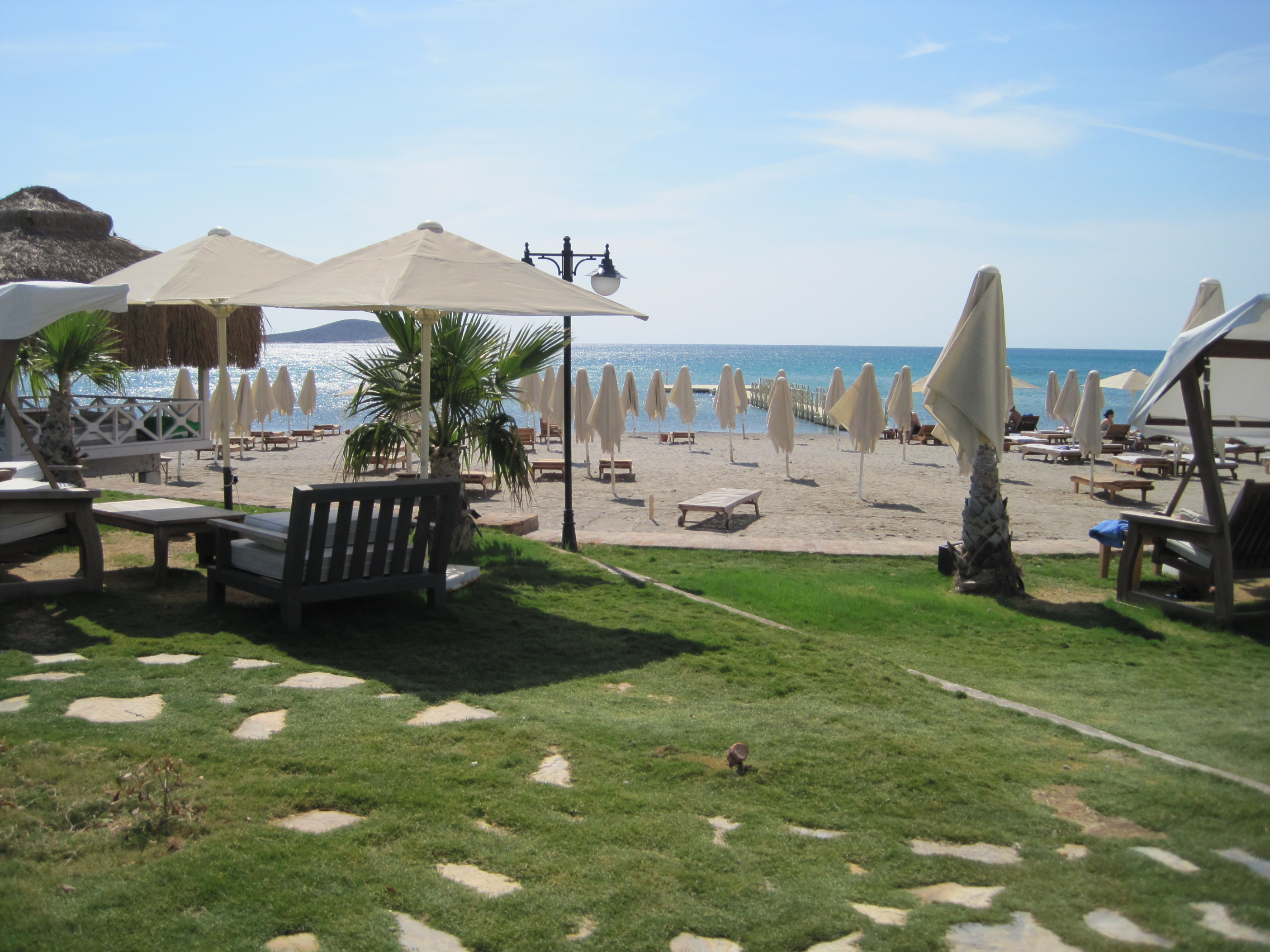
Strand an der Küste
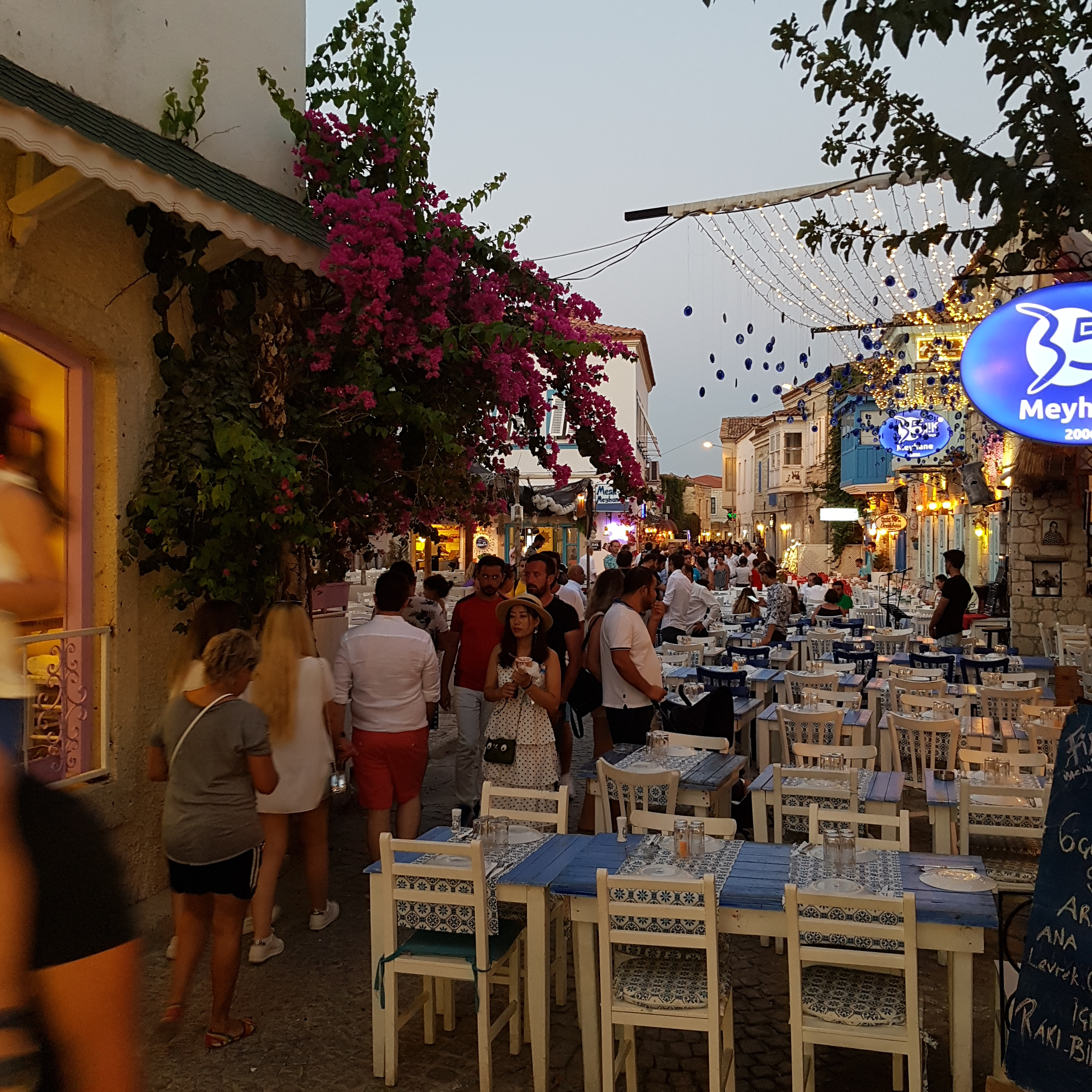
Restaurants am Abend
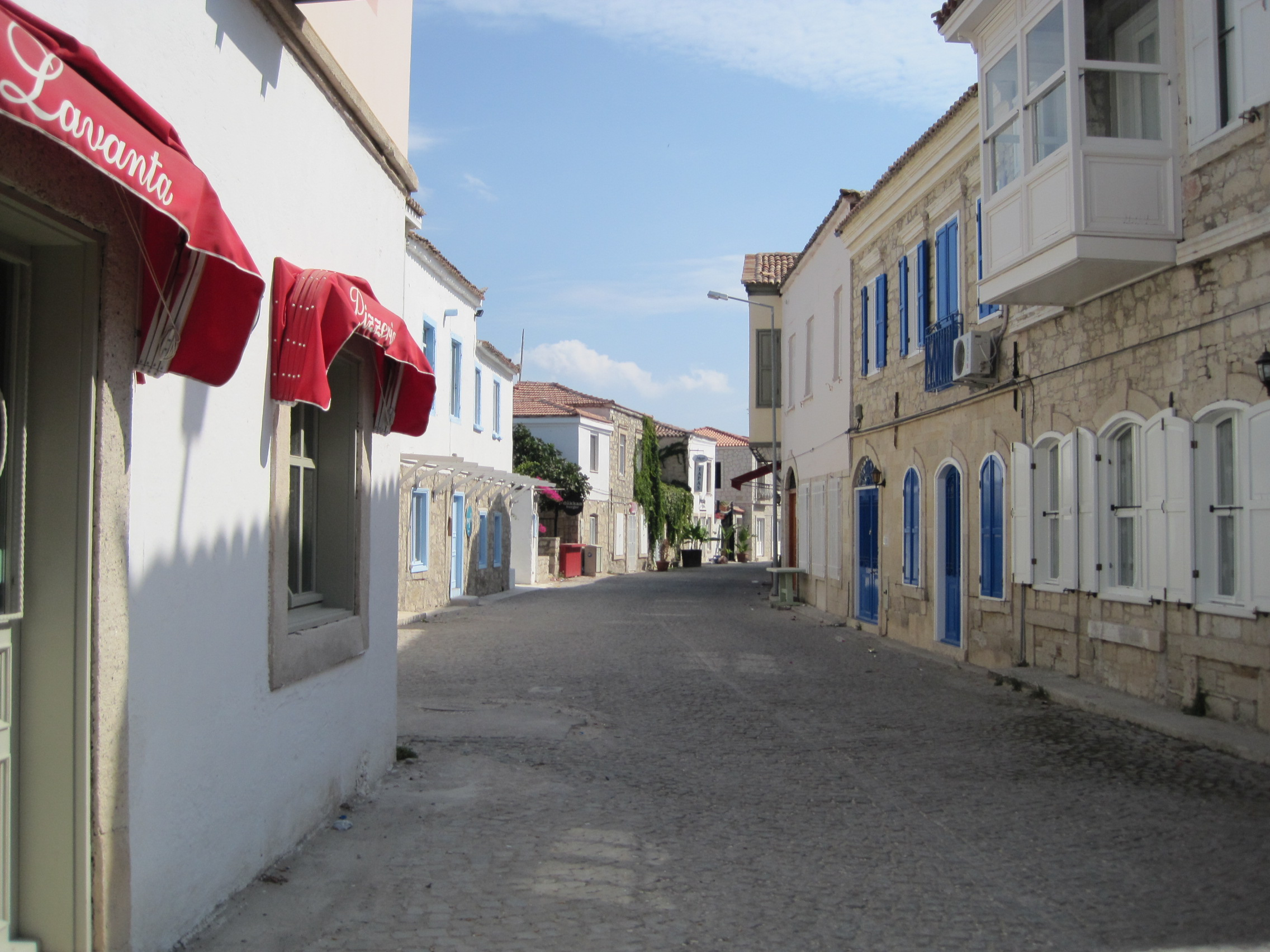
Ortsmitte
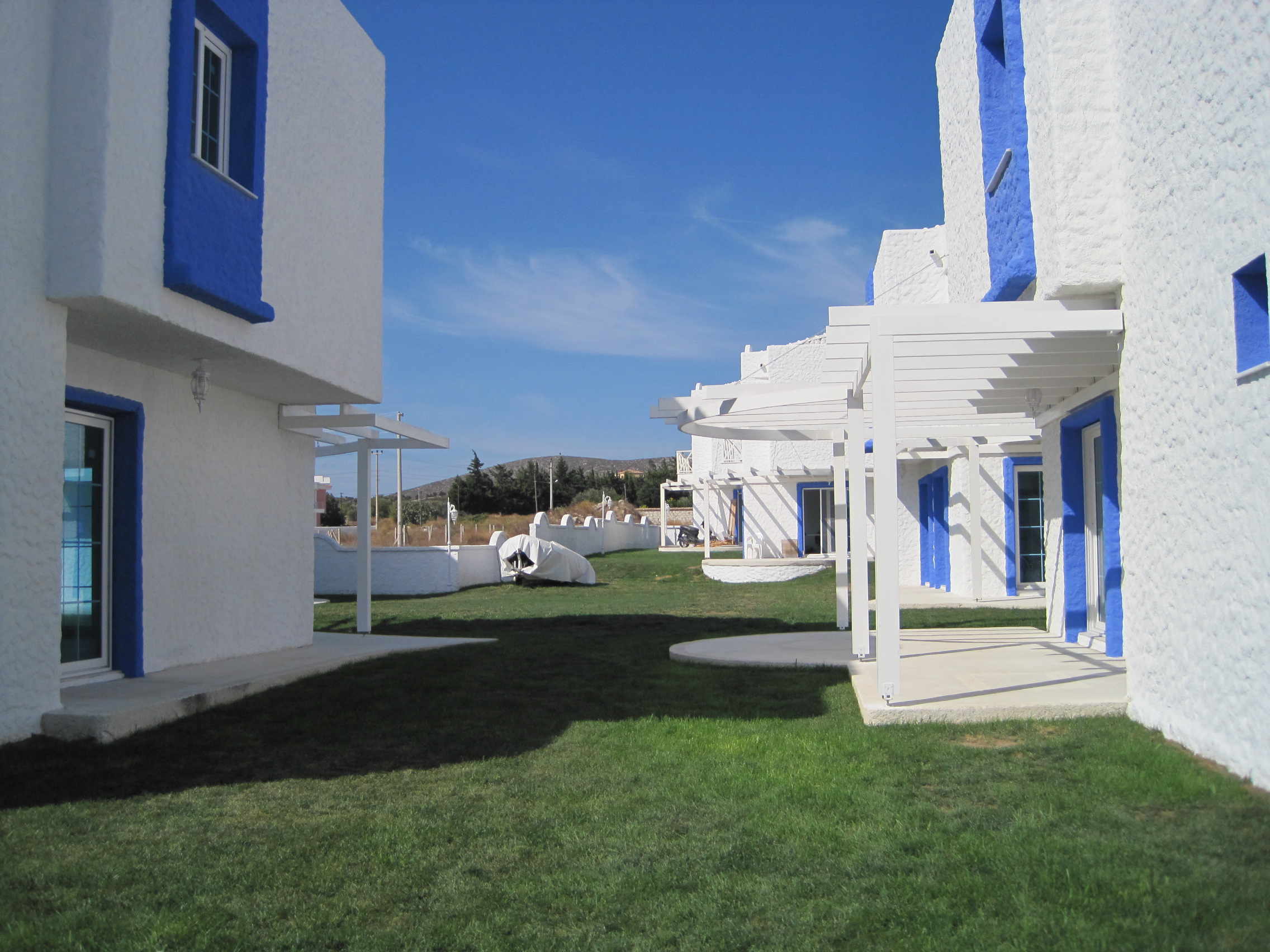
Moderne Gebäude
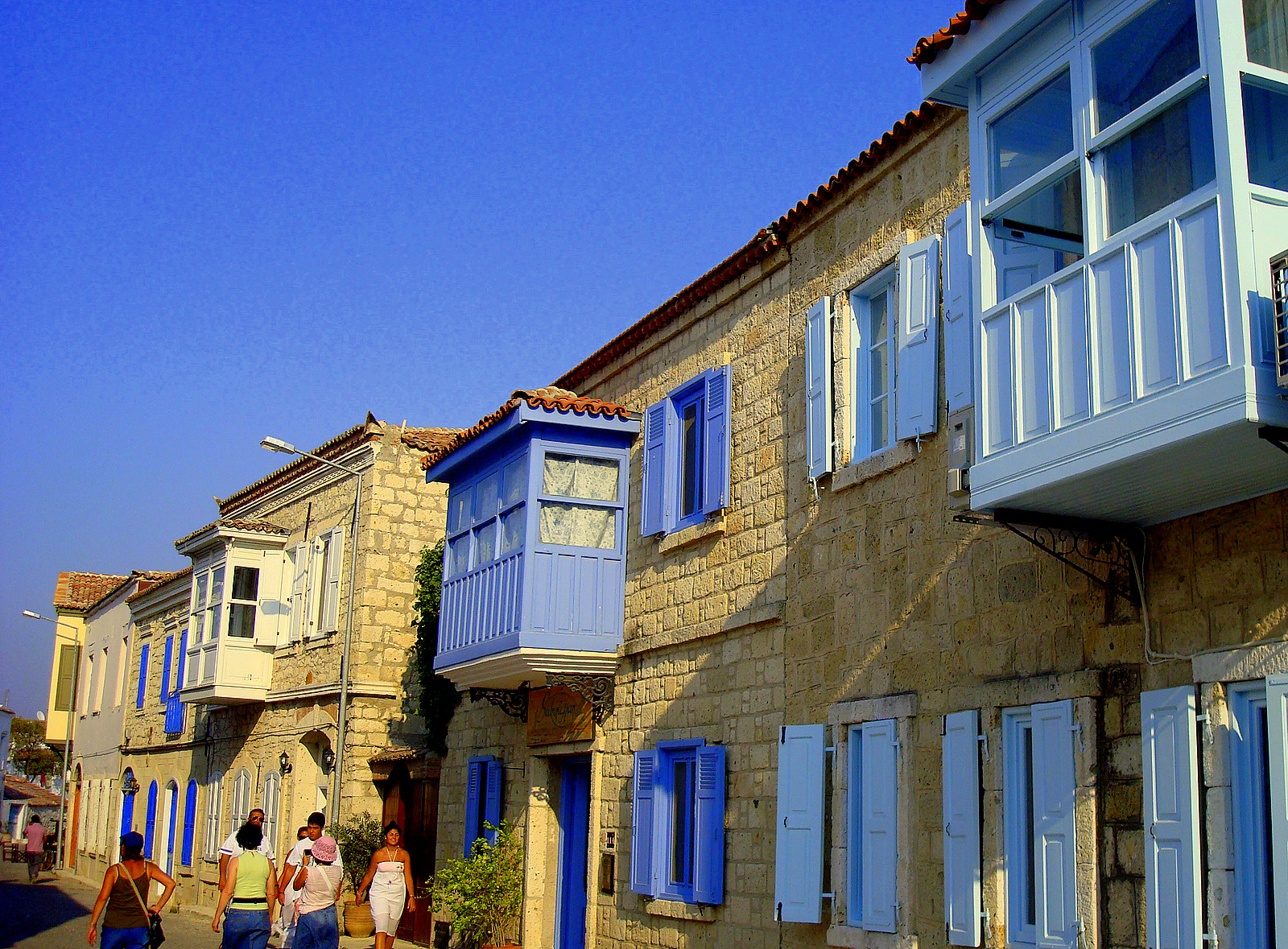
Straße in Alaçatı
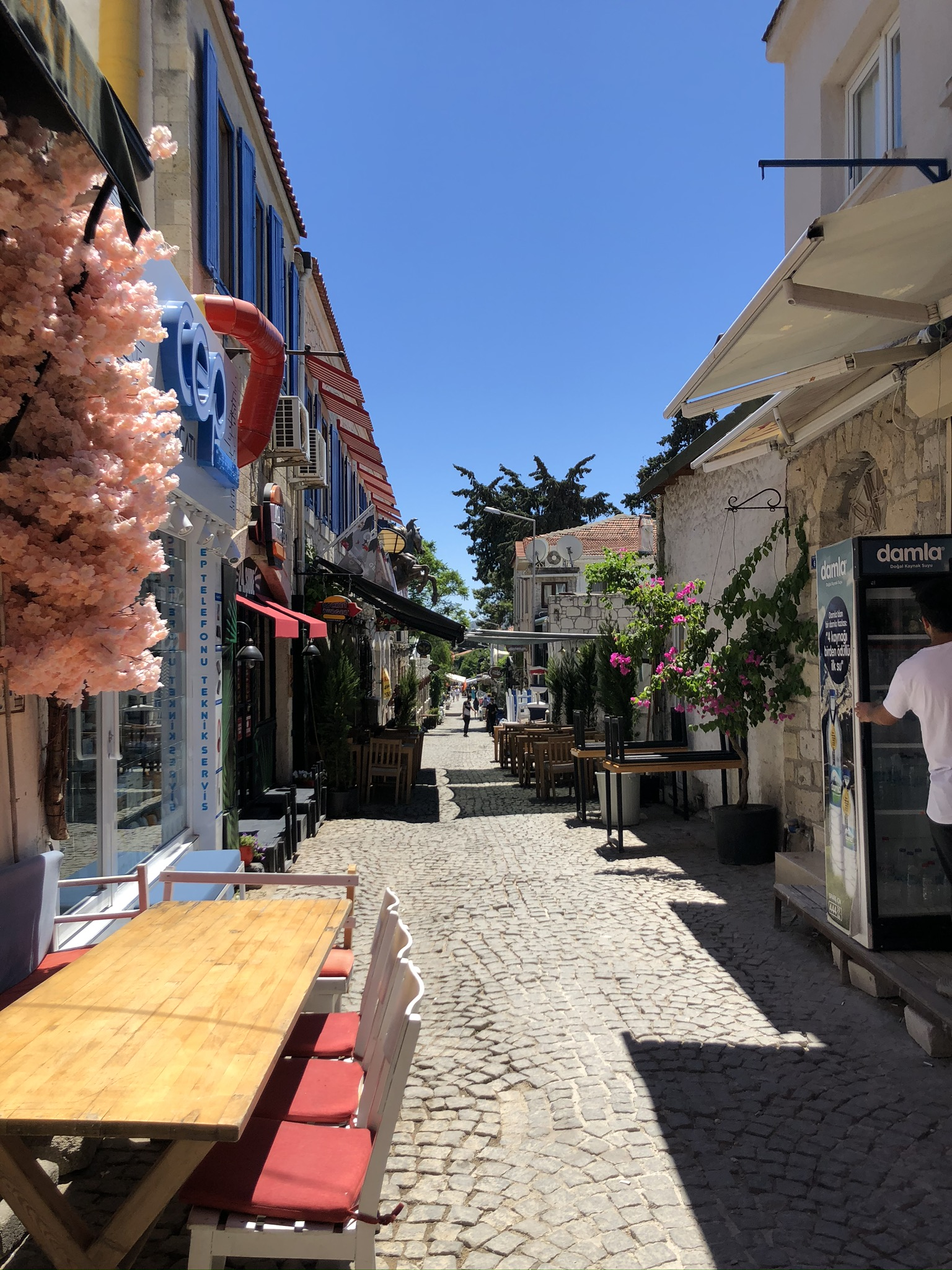
Straße in Alaçatı